# Barry Edward O'Meara
Pour les articles homonymes, voir O'Meara.
Barry Edward O'Meara (1786-1836) est un chirurgien irlandais, membre fondateur du Reform Club.

## Biographie
Barry Edward O'Meara accompagne Napoléon Ier à l'Île Sainte-Hélène et devient son premier médecin, en ayant été son chirurgien à bord du Bellerophon lors de la reddition de l'empereur. Il est connu comme l'auteur de Napoleon in Exile, or A Voice From St. Helena (1822), un livre où il accuse Hudson Lowe d'avoir maltraité l'empereur et d'avoir fait preuve d'inhumanité envers lui. Il raconte également avoir diagnostiqué une maladie chronique du foie de Napoléon Ier.
Préalablement à sa publication de 1822, O'Meara avait maintes fois prévenu les autorités à Londres, par l'intermédiaire d'un ami travaillant à l'Amirauté, de la situation sur place à Longwood et des traitements de Lowe envers le prisonnier Napoléon. Mais ces lettres privées n'ont pas été suivies d'effet, autre que l'expulsion d'O'Meara du corps de la Marine après son retour en Angleterre en 1818. Ces lettres ont été publiées pour la première fois en 2012.
Barry Edward O'Meara est accusé (à raison) d'avoir joué double jeu : en renseignant Napoléon et le gouverneur Hudson Lowe. Il renseigne aussi, secrètement, l'un de ses amis, clerc à l'Amirauté à Londres. Ayant besoin de ses services, quoique n'appréciant guère le caractère trop indépendant du docteur, le gouverneur Hudson Lowe résiste longtemps au désir ardent d'expulser le médecin de Napoléon. Finalement l'ordre lui vient du ministre Bathurst lui-même, et Hudson Lowe doit obtempérer, non sans satisfaction, en juillet 1818. Napoléon n'a alors plus de médecin personnel jusqu'à l'arrivée du DrAntommarchi, envoyé d'Italie par sa famille à Rome, en septembre 1819.